# Fritto misto alla milanese
Il fritto misto alla milanese è un piatto tipico della cucina milanese a base di frattaglie di vitello fritte.

## Descrizione
Gli ingredienti del piatto sono per la maggior parte dalle frattaglie più ricercate del vitello: tipicamente cervella, filone, fegato e animelle, a cui talvolta si aggiungeva il polmone, al giorno d'oggi in disuso. Se la pietanza è consumata come piatto unico si possono aggiungere verdure fritte come accompagnamento, tipicamente zucchine e melanzane, e funghi: la ricetta prevede, dopo aver bollito la animelle, di impanare gli ingredienti e friggerli in abbondante burro come da tradizione culinaria lombarda.
Terminata la cottura, il piatto può essere consumato condito con succo di limone come consuetudine con le fritture in area lombarda: la tradizione deriva dal fatto che il succo di limone con la sua acidità stimola le secrezione gastrica facilitando la digestione del pesante fritto. Il fritto misto alla milanese può essere accompagnato da un vino rosso fermo di medio corpo, come un Garda Rosso superiore.